# Castillo de Moncalieri
El Castillo de Moncalieri (en italiano, Castello di Moncalieri) es una de las Residencias de la casa real de Saboya declaradas Patrimonio de la Humanidad por la Unesco en el año 1997. Tiene el código 823-015 y se encuentra en Piazza Baden Baden de Moncalieri (provincia de Turín, en el Piamonte, Italia).

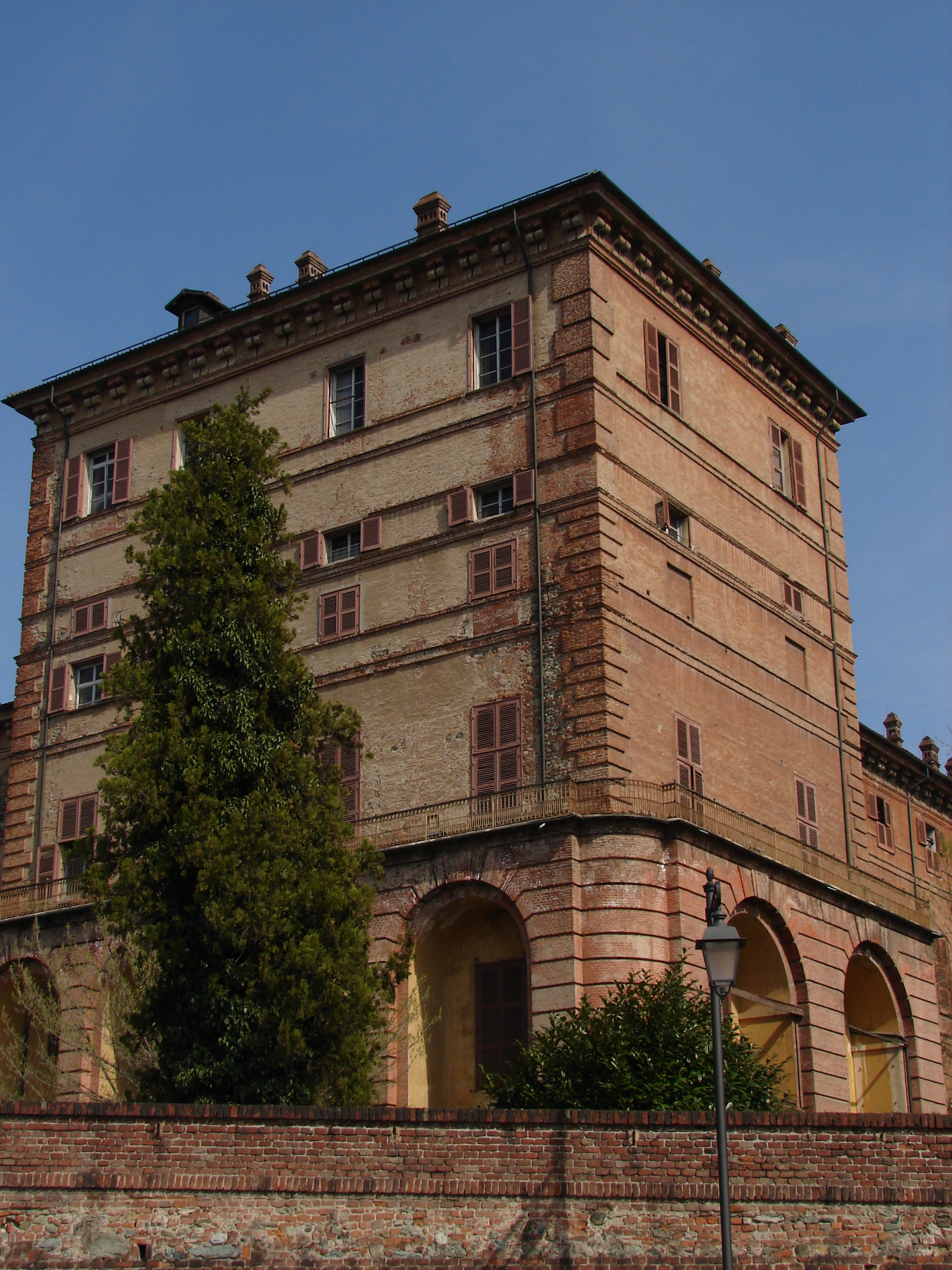
Una de las torres del castillo.

## Historia
La primera estructura era una fortaleza construida por Tomás I de Saboya sobre una colina, para dominar el principal acceso desde el sur a Turín. A mediados del siglo XV, Yolanda de Valois, esposa del duque Amadeo IX, hizo de ella una residencia de ocio. El arquitecto Carlo di Castellamonte amplió la construcción sustancialmente, y los interiores fueron rediseñados por él y otros artistas locales.
El castillo se usó ampliamente por los saboyanos, y fue el primer castillo ocupado en 1798 por los ejércitos franceses, que lo conservaron hasta 1814. Devuelto a Víctor Manuel I y su hijo Carlos Alberto, se convirtió en la residencia de jóvenes príncipes que estuviaban aquí. El rey Víctor Manuel II lo prefería al Palacio real de Turín, e hizo que numerosos apartamentos se decoraran de acuerdo con sus gustos. En 1849 fue la sede de la famosa proclamación en favor de Massimo D'Azeglio, y más tarde fue usado por las reinas madres y las princesas reales.
Desde 1921 ha sido la sede del primer Batallón de Carabinieri, pero las salas históricas pueden ser visitadas.

## Incendio
El 5 de abril de 2008 estalló un incendio en el castillo, que dañó una de las torres y la sala de la proclama.

## Visión general
La estructura actual del castillo es en forma de herradura con la fachada hacia el sur, con cuatro torres cuadradas macizas, una en cada ángulo. Las secciones laterales tienen cinco pisos, murallas de ladrillo y contrafuertes robustos. Otros dos edificios menores quedan paralelos a las secciones laterales y crean dos patios. La fachada meridional tiene un jardín a la italiana y dos torrecillas cilíndricas, últimos restos del castillo del siglo XV. La entrada septentrional tiene también un destacado belvedere.